# ÖBB X627.95
Die X627.95 ist eine Bahndienstfahrzeug-Baureihe der Österreichischen Bundesbahnen. Es handelt sich dabei um eine modifizierte Variante der Oberbaumotorwagen-Familie OBW 10 von Plasser & Theurer. Sie ist im Gegensatz zu den anderen OBW 10-Bahndienstfahrzeugen vierachsig
und für Schmalspurstrecken mit 760 mm Spurweite ausgelegt.

## Geschichte
1986 wurde von Plasser & Theurer das von den ÖBB neben den OBW 10-Motorwagen in Auftrag gegebene Einzelstück X627.951 für die 760-mm-spurige Mariazellerbahn geliefert. Dieses Fahrzeug kann auch als Winterfahrzeug verwendet werden – kabinenseitig kann eine Schneeschleuder, kranseitig ein Keilschneepflug montiert werden.

## Konstruktion
Der mechanische Teil des X627.951 wurde gegenüber den anderen OBW 10-Fahrzeugen etwas modifiziert. Die Stirnseiten des Fahrzeugrahmens sind mit einem starken Rammschutz versehen und tragen eine Bosna-Kupplung. Der Aufbau besteht aus der Kabine mit Führerstand und einer verkleinerten Ladefläche, auf der ein Ladekran angebracht ist. Der X627.951 ist wie die anderen X627 und die Schneeschleudern ÖBB X491 auch mit einer Dreheinrichtung versehen.

## Technische Merkmale
Die Antriebsanlage ist mit jener der Reihe X627 identisch.

## Einsatz
Der X627.951 wird auf der Mariazellerbahn eingesetzt.